# Dolomedes plantarius
Dolomedes plantarius је арахнида из реда Araneae.

## Угроженост
Ова врста се сматра рањивом у погледу угрожености врсте од изумирања.

## Распрострањење
Ареал врсте Dolomedes plantarius обухвата већи број држава. 
Врста има станиште у Русији, Шведској, Пољској, Немачкој, Италији, Мађарској, Румунији, Белорусији, Данској, Француској, Холандији, Литванији, Летонији, Словачкој, Аустрији и Белгији.